# 1002 Olbersia
1002 Olbersia (privremena oznaka 1923 OB), asteroid glavnog pojasa. Otkrio ga je Vladimir Albickij, 15. kolovoza 1923. Nazvan je po njemačkom fizičaru i astronomu Heinrichu Olbersu.

## Vanjske poveznice
- Minor Planet Center